# Wólka Zatorska
Wólka Zatorska (prononciation : [ˈvulka zaˈtɔrska]) est un village polonais de la gmina de Zatory dans le powiat de Pułtusk de la voïvodie de Mazovie dans le centre-est de la Pologne.
Il se situe à environ 3 kilomètres au sud-est de Zatory (siège de la gmina), 16 kilomètres au sud-est de Pułtusk (siège du powiat) et à 43 kilomètres au nord de Varsovie (capitale de la Pologne).

## Histoire
De 1975 à 1998, le village appartenait administrativement à la voïvodie d'Ostrołęka.